# Zece mii de lei (monedă românească)
Zece mii a fost o monedă a leului românesc introdusă în timpul domniei regelui Mihai I. Realizată dintr-un aliaj de cupru și zinc, aceasta a fost pusă în circulație la 15 ianuarie 1947 și a marcat una dintre ultimele emisiuni monetare ale Regatului României înainte de reforma monetară din același an, care a condus la retragerea sa din uz.

## Istorie

#### 10.000 lei 1947

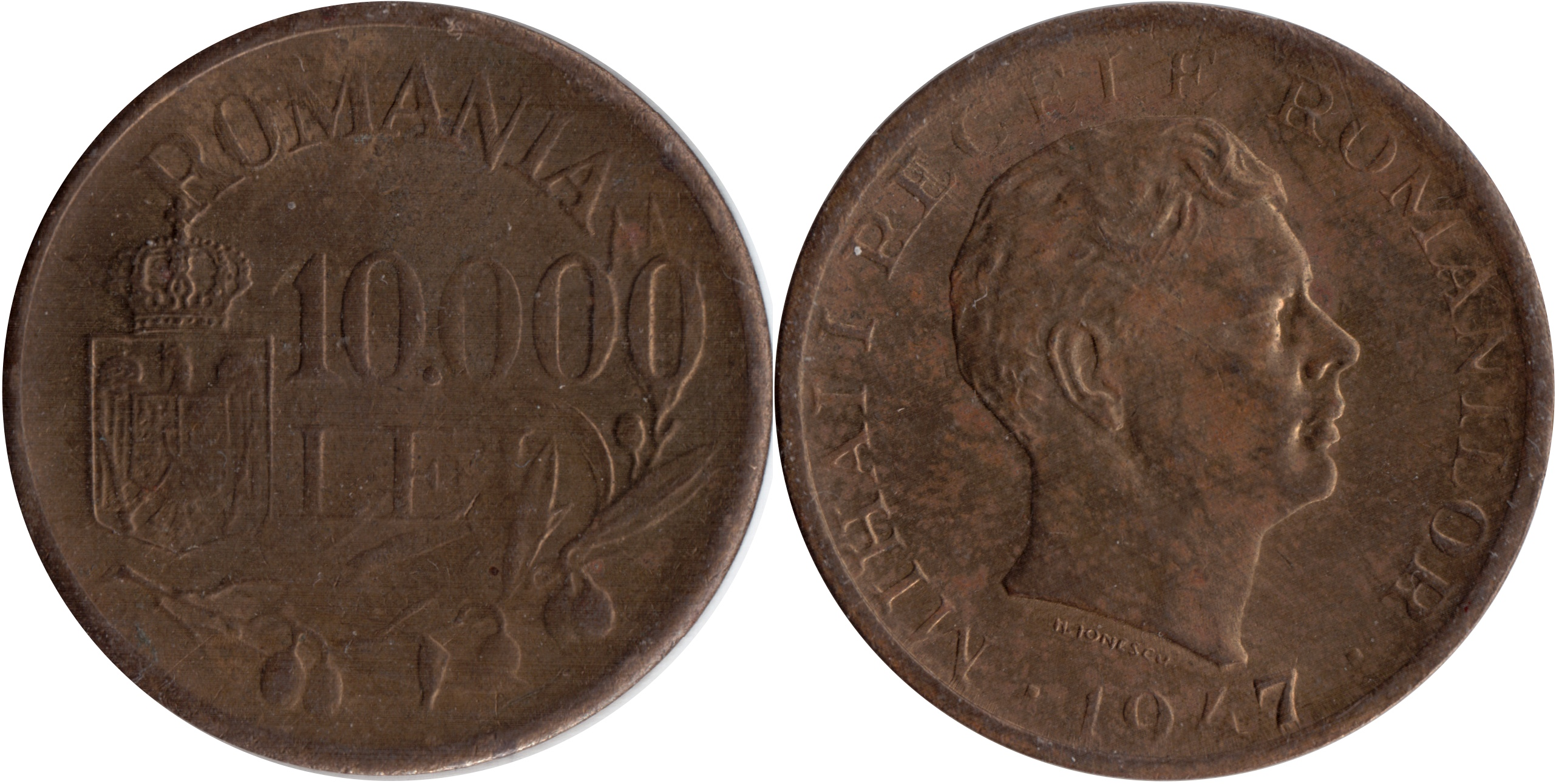
Monedă de 10.000 de lei din 1947

Valoarea nominală de 10.000 de lei a fost introdusă prima dată în 1945, sub formă de bancnotă, iar în 1947 a fost introdusă și sub formă de monedă.
Aceasta avea 27 mm diametru, 7,5 g, o grosime de 1,86 mm și fost realizată din 63% cupru și 37% zinc. Din punct de vedere al design-ului, moneda semăna cu cea de 25.000 de lei din 1946. Astfel, aversul prezenta portretul regelui Mihai I al României cu inscripția MIHAI I REGELE ROMANILOR ▪ 1947 ▪ și a fost realizat de gravorul Haralambie Ionescu, al cărui nume se găsea sub portret notat ca H. IONESCU. Reversul prezenta, în partea superioară, numele țării, ROMANIA, în centru și centru-dreapta valoarea nominală, 10000 LEI, în centru-stânga Stema mică a Regatului României, iar în partea inferioară se găseau ramuri de măslin. Pe muchie se găsea incripționată deviza Regatului României, NIHIL ×× SINE ×× DEO ⇁∙↽.
Moneda a fost pusă în circulație începând cu data de 15 ianuarie 1947, iar cuantumul inițial al emisiunii a fost stabilit la 200 de miliarde de lei, cu posibilitatea de majorare prin decizie a Consiliului de Miniștri, în funcție de necesități. Tirajul a fost de 11.850.000 de exemplare.
După Reforma monetară din 15 august 1947, moneda a fost retrasă din circulație.
Valoarea nominală a revenit, sub formă de bancnotă, în contextul inflației din România din anii 1990 și a fost în uz până la denominarea leului din 2005, când 10.000 de lei vechi au devenit 1 leu nou.